# Jakob Johnson
Jakob Elijah Johnson, geb. Jakob Weinmann (* 15. Dezember 1994 in Stuttgart) ist ein deutsch-amerikanischer American-Football-Spieler auf der Position des Fullback, der zurzeit für die Houston Texans in der National Football League (NFL) aktiv ist. Er spielte College Football für die Tennessee Volunteers und unterschrieb über das International Player Pathway Program als Undrafted Free Agent bei den New England Patriots, für die er bis 2021 spielte.

## Frühe Jahre
Johnson spielte für die Stuttgart Scorpions für die U-19 in der German Football League, bevor er nach Jacksonville (Florida) zur Jean Ribault High School ging. Von dort wechselte er auf die University of Tennessee und spielte im Footballteam der Universität, den Tennessee Volunteers, auf der Position des Linebackers. Im Jahr 2018 verließ er die Universität mit einem Abschluss in Bewegungswissenschaft. Johnson konnte sich auch aufgrund einer schweren Verletzung nicht zum NFL Draft anmelden und kehrte anschließend wieder nach Stuttgart zurück.

## NFL
Im Jahr 2019 konnte er sich über das International-Player-Pathway-Programm der NFL, das nicht in den USA geborene Footballspieler fördern soll, durchsetzen. Anschließend unterschrieb er als Undrafted Free Agent einen Vertrag bei den New England Patriots, wo er anfangs einen Platz im Practice Squad einnahm.
Am 21. September wechselte er nach einer Verletzung seines Mitspielers James Develin in den aktiven Kader und bestritt am 22. September 2019 gegen die New York Jets sein erstes NFL-Spiel. Dieser Einsatz machte ihn zum ersten Spieler des International-Player-Pathway-Programm, der ein NFL-Spiel in der Regular Season absolvierte. In den darauffolgenden drei NFL-Spielen war Johnson als Starter gesetzt. Im Spiel gegen die Washington Redskins fing er seinen ersten NFL-Pass für 5 Yards Raumgewinn. Im Spiel gegen die New York Giants verletzte er sich an der Schulter, woraufhin die New England Patriots ihn auf die Injured Reserve List setzten und die Saison vorzeitig für ihn beendet war.
In der Saison 2020 erzielte Johnson bei einer 30:35-Niederlage bei den Seattle Seahawks den ersten Touchdown seiner NFL-Karriere nach einem Ein-Yard-Pass von Quarterback Cam Newton. Er ist damit nach Markus Kuhn der zweite Deutsche, der einen Touchdown in der NFL erzielte und der erste, dem ein Offensiv-Touchdown gelang. Beim Spiel gegen die Baltimore Ravens in Woche 10 stellte er mit 2 gefangenen Bällen für 20 Passyards die bisherige persönliche Bestleistung auf.
In der Saison 2021 gelangen ihm am 7. Spieltag gegen die New York Jets seine ersten beiden Ballfänge über insgesamt 32 Passyards. Damit verbesserte er seine bisherige persönliche Bestleistung aus der Vorsaison.
Zur Saison 2022 nahmen die Las Vegas Raiders Johnson unter Vertrag. Am 17. November 2023 wurde er von den Raiders entlassen. Vier Tage später wurde er wieder in den Practice Squad der Raiders aufgenommen und anschließend auch wieder in den aktiven Kader aufgenommen, wo er die Saison auch beendete. Nach der Saison lief sein Vertrag bei den Raiders aus.
Im August 2024 unterschrieb Johnson einen Vertrag bei den New York Giants. Nachdem er sich keinen Platz im 53 Spieler umfassenden Teamkader erkämpfen konnte, wurde er am 27. August zunächst entlassen, unterschrieb aber am Folgetag einen Vertrag für das Practice Squad der Giants. Er kam in drei Spielen zum Einsatz, bis er am 19. November 2024 entlassen wurde.
Im März 2025 nahmen die Houston Texans Johnson unter Vertrag.

## Sonstiges
Jakob Johnson ist bekennender Anhänger des VfB Stuttgart. Johnson ist seit Februar 2022 Mitbesitzer der Stuttgart Surge, einem Team der European League of Football. Jakob Johnson wurde als Jakob Weinmann geboren und nahm später den Namen seines Vaters an.